# Jan van der Sluis
Jan van der Sluis (* 29. April 1889 in Rotterdam; † 19. Oktober 1952 ebenda) war ein niederländischer Fußballspieler.
Er bestritt 1912 sein einziges Länderspiel für die niederländische Fußballnationalmannschaft, dieses Spiel war das Spiel um den dritten Platz bei den Olympischen Spielen 1912. In dem Spiel gegen Finnland erzielte Jan van der Sluis zwei Tore, die Niederländer gewannen das Spiel mit 9:0 und sicherten sich damit die Bronzemedaille.
Jan van der Sluis spielte für den VOC Rotterdam.